# Pyzatek

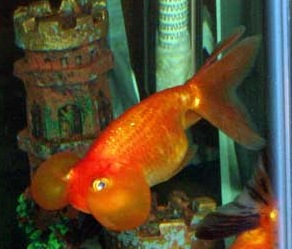

Pyzatek – odmiana hodowlana chińskiej populacji złotej rybki wywodzącej się od jednego z podgatunków karasia złocistego – Carassius auratus auratus, w hodowli akwarystycznej popularnie zwanymi welonami.

## Opis
Budowa ciała owalna i krótka. Oczy wyłupiaste (teleskopowe) skierowane są ku górze. Grzbiet wygięty jest łukowo, na którym brak jest płetwy grzbietowej. Płetwy krótkie i parzyste, przy czym kształt płetwy ogonowej może przybrać formę krótką jak również dłuższą o kształcie jaskółczego ogona. Ubarwienie ryb bywa najczęściej w kolorze pomarańczowym z połyskującą łuską. Do jednych z najrzadszych i najbardziej cenionych pyzatek należy pyzatek o błękitnych łuskach, calico – wielobarwny oraz pyzatek czarny.
Pod oczami pyzatka występują charakterystyczne pęcherze, które wypełnione są surowiczą cieczą. Ryba ta jest tym cenniejsza im większe posiada pęcherze.

## Typy[1]
W hodowli akwarystycznej spotykane są trzy typy różniące się kształtem ciała i płetw:
- Typ 1 – średnia długość ciała, płetwy ogonowe krótkie, duże "balony" (pęcherze)
- Typ 2 – ciało długie i wydłużone płetwy ogonowe oraz o bardzo dużych "balonach"
- Typ 3 – o ciele krótkim i pękatym, płetwy ogonowe są długie, pęcherze mniejsze niż u dwóch poprzednich. Pomiędzy oczami, które są w tym typie bardziej rozstawione pojawiać się może narośl. Niekiedy typ ten jest nazywany przez hodowców pyzatkiem żabiogłowym